# Bulbophyllum cirrhatum
Bulbophyllum cirrhatum är en orkidéart som beskrevs av Joseph Dalton Hooker. Bulbophyllum cirrhatum ingår i släktet Bulbophyllum och familjen orkidéer.
Artens utbredningsområde är Sikkim. Inga underarter finns listade i Catalogue of Life.